# Elio Scardamaglia
Elio Scardamaglia (* 27. Juli 1920 in Amelia; † 16. März 2001 in London) war ein italienischer Filmproduzent.

## Leben
Scardamaglia begann mit der Produktion von Filmen im Jahr 1951 als Produktionschef; seine eigene Gesellschaft Leone Films, die er 1961 gründete, war dann für das Genrekino tätig und finanzierte bis 1977 zahlreiche Kassenerfolge, darunter auch mehrere Italowestern und die Solo-Streifen von Bud Spencer. Daneben war er auch an Filmen von Federico Fellini oder Franco Rossi beteiligt. Mit dem Erstarken des Fernsehbereiches widmete Scardamaglia sich auch diesem Bereich und produzierte groß budgetierte Filme und Miniserien. Im Jahr 1965 drehte er unter dem Pseudonym Michael Hamilton seinen einzigen Film als Regisseur, den Horrorfilm Die Mörderklinik.
Er ist der Vater von Francesco Scardamaglia.

## Filmografie (Auswahl)
- 1961: Maciste und die Königin der Nacht (Maciste l'uomo più forte del mondo)
- 1962: Die gewaltigen Sieben (Maciste il gladiatore più forte del mondo)
- 1963: Der Stärkste unter der Sonne (Maciste l'eroe più grande del mondo)
- 1963: Der Dämon und die Jungfrau (La frusta e il corpo)
- 1966: Die Mörderklinik (La lama nel corpo) (auch Regie)
- 1967: Django – Die Totengräber warten schon (Quella sporca storia nel West)
- 1967: Escondido (El Desperado)
- 1968: Der Einsame (L'ira di Dio)
- 1969: Um sie war der Hauch des Todes (Los desesperados)
- 1969: 20.000 dollari sporchi di sangue
- 1970: Die Clowns (I clowns)
- 1976: Sandokan – Der Tiger von Malaysia (Sandokan)
- 1977: Charleston – Zwei Fäuste räumen auf (Charleston)
- 1978: Der Große mit seinem außerirdischen Kleinen (Uno sceriffo extraterrestre – poco extra e molto terrestre)
- 1978: Sie nannten ihn Mücke (Lo chiamavano Bulldozer)
- 1980: Buddy haut den Lukas (Chissà perché… capitano tutte a me)
- 1982: Der Bomber (Bomber)
- 1985: Quo Vadis? (Quo Vadis?) (Fernsehfilm)
- 1987: Ein Kind mit Namen Jesus (Un bambino di nome Gesù) (Fernseh-Miniserie)